# Ларри, Ян Леопольдович
Ян Леопо́льдович Ла́рри (2 (15) февраля 1900, Рига, Лифляндская губерния — 18 марта 1977, Ленинград) — советский детский писатель-фантаст.

## Биография
Ян Ларри родился 2 (15) февраля 1900 года в Риге, в 9 лет осиротел, потом бродяжничал, работал учеником часовщика, половым в трактире. Некоторое время жил в приёмной семье у учительницы Доброхотовой, сдавая экзамены в гимназии, затем снова скитался по России. Во время Первой мировой войны был призван в царскую армию, после Великой Октябрьской революции перешёл на сторону советской власти, в Гражданскую войну воевал в Красной армии.
После демобилизации работал в газетах и журналах Харькова, Новгорода, Ленинграда. В Ленинград переехал в 1926 году. Окончил биологический факультет Ленинградского государственного университета, аспирантуру Всесоюзного НИИ рыбного хозяйства. Занимал должность директора рыбного завода.
Первые произведения Яна Ларри начали выходить в 1920-е годы. В 1926 году вышел сборник рассказов для детей «О маленьких людях». В 1930-м вышла книга о достижениях первой пятилетки «Пять лет», повесть «Окно в будущее», ставшая дебютом писателя в области научной фантастики и повествующая о перспективах светлого коммунистического будущего, и повесть «Как это было», рассказывающая о деревенских ребятах, участвовавших в строительстве колхоза и пытавшихся учиться и учить других, а также противостоять кулакам и другим врагам советской власти. В 1931 году вышла предназначенная для детской аудитории книга «Записки конноармейца». Это произведение автобиографично, содержит описание событий, в которых писатель лично участвовал, и портреты людей, с которыми он был знаком прямо или косвенно. Повесть  «Окно в будущее» стала творческой неудачей писателя, но опубликованный уже в следующем году утопический роман («публицистическая повесть», как названа в подзаголовке) «Страна счастливых» (1931), в котором автор отразил свои взгляды на ближайшее будущее коммунизма, пользовался большим успехом. Действие этого произведения происходит в мире, где нет места тоталитаризму и лжи, начинается экспансия в космос, но утопии угрожает мировой энергетический кризис. Тем не менее, критики обрушились на писателя с обвинениями в том, что он призывает забросить Землю и отправиться на Луну, и понимание социализма у него также неправильное, ведь он не верит, что через 50-60 лет весь мир будет коммунистическим. В первом номере журнала «РОСТ» за 1932 год сообщалось, что «Страна счастливых» — «насквозь враждебная, не имеющая ничего общего с большевистским пониманием социализма агитка классового врага». В конечном итоге «Страну счастливых» изъяли из библиотек, а Яна Ларри на несколько лет перестали печатать. Переиздания отрывков этой публицистической повести пришлось ждать несколько десятилетий (до 1976…).
Ян Ларри известен детской книгой «Необыкновенные приключения Карика и Вали» (1937), написанной по заказу Самуила Маршака для распространения среди подрастающего поколения знаний по энтомологии и в целях стимулирования интереса к этой науке. В этой фантастической повести, которая имела огромный успех у читателей и выдержала множество изданий, брат и сестра Карик и Валя, глотнув изобретённой профессором-энтомологом Иваном Гермогеновичем Енотовым «уменьшительной жидкости», становятся крошечными. Попав в «травяные джунгли», они путешествуют в мире насекомых в сопровождении профессора, который открывает им поразительные тайны этого мира. В 1987 году повесть экранизировали. Также Ларри написана детская книга «Загадка простой воды» (1939).
В 1940 году Ларри начал писать сатирический роман «Небесный гость», в котором рисовал мироустройство жителей Земли с точки зрения инопланетян, и отправлять написанные главы Сталину — единственному, по его мнению, читателю этого романа. Поворотным моментом в его жизни стало его анонимное письмо Сталину в декабре 1940 года, выразившее его идеализм и незнание механизмов тоталитарного режима.
«Уважаемый Иосиф Висарионович! Каждый великий человек велик по-своему. За одним остаются великие дела, за другим — забавные исторические анекдоты. Ни у одного исторического деятеля не было собственного писателя. Тот, кто пишет только для одного великого человека. Между прочим, в истории литературы не будет писателя, у которого был бы единственный читатель. Я беру ручку, чтобы исправить это упущение. Я буду писать только для вас, не требуя для себя ни заказов, ни гонораров, ни почестей, ни славы. Чтобы не утомлять вас скучными страницами, пришлю вам свой первый рассказ, в котором очень короткие главы. Ты никогда не узнаешь моего настоящего имени. Но я хочу, чтобы вы знали, что в Ленинграде есть чудак, который создает литературное произведение только для одного человека, и что этот чудак решил подписать себя именем Кулиджара».
К письму были приложены первые главы романа «Небесный гость», где рассказывается о нищете народа, выступлениях на собраниях, некомпетентности, мнимой свободе печати и прочем. Спустя четыре месяца и семь отправленных глав он был обнаружен и 11 апреля 1941 года арестован органами НКВД. 5 июля 1941 года судебная коллегия по уголовным делам Ленинградского городского суда приговорила Ларри по статье 58-10 УК РСФСР (за «антисоветскую» позицию) к лишению свободы сроком на десять лет с последующим поражением в правах сроком на пять лет.
В 1956 году Ларри был освобождён и реабилитирован. Всю свою дальнейшую жизнь прожил в Ленинграде, был женат, имел сына. Репрессии не сломили писателя, и он снова стал печататься в детских журналах, а также написал две детские повести: «Записки школьницы» и «Приключения Кука и Кукки» (обе были опубликованы в 1961). Одной из последних прижизненных публикаций писателя стала помещённая в «Мурзилке» (1970) сказка «Храбрый Тилли: Записки щенка, написанные хвостом».
Скончался в 1977 году. Урна с прахом писателя захоронена в Санкт-Петербургском крематории №2, стена №7.